# Šumice (kraj zliński)
Šumice – gmina w Czechach, w powiecie Uherské Hradiště, w kraju zlińskim. Według danych z dnia 1 stycznia 2012 liczyła 1709 mieszkańców.